# 1996년 일본 프로 야구 올스타전
1996년 일본 프로 야구 올스타전은 1996년 7월 20일과 7월 21일, 7월 23일에 열린 일본 프로 야구의 올스타전 경기이다. 정식 명칭은 1996 산요 올스타 게임(1996 サンヨー オールスターゲーム, 1996 SANYO ALL STAR GAME).

## 개요
전년도 일본 시리즈 정상에 오른 야쿠르트 스왈로스의 노무라 가쓰야 감독이 센트럴 리그 올스타팀을 이끌었고 퍼시픽 리그 우승을 이끈 오릭스 블루웨이브의 오기 아키라 감독이 퍼시픽 리그 올스타팀을 지휘했다. 그해에는 하계 올림픽이 개최된 시즌이라 4년 만에 세 차례의 경기가 열리게 되면서 3차전은 호쿠리쿠 지방에 위치한 도야마 알펜 스타디움에서 개최됐다.
1차전에서는 프로 생활 21년째에 처음으로 올스타전 팬 투표로 선출된 퍼시픽 올스타팀의 야마모토 가즈노리(긴테쓰)가 대타로 등장한 6회말에 역전 3점 홈런을 날려 1차전 MVP에 선정됐다.
2차전에서는 투수 이치로와 타자 다카쓰 신고와의 맞대결이 성사됐는데 4점이나 뒤진 센트럴 올스타팀이 9회말 투 아웃 상황에서 맞이한 타자가 요미우리 자이언츠의 주포 마쓰이 히데키라는 상황 하에 오기 감독이 팬 서비스 차원에서 이치로를 등판시켰다. 이치로를 등판시킨 것에 대해 센트럴 올스타팀의 노무라 감독이 모멸감을 느끼는 행위라고 판단하여 투수 다카쓰를 대타로 내보냈다. 결과는 이치로의 승리로 끝나면서 경기가 종료됐는데 이 사건은 일본 야구계에 파장을 불러 일으켰다.

## 출장 선수
| 센트럴 리그 | 센트럴 리그       | 센트럴 리그 | 센트럴 리그 |
| ----------- | ----------------- | ----------- | ----------- |
| 감독        | 노무라 가쓰야     | 야쿠르트    |             |
| 코치        | 미무라 도시유키   | 히로시마    |             |
| 코치        | 나가시마 시게오   | 요미우리    |             |
| 투수        | 사이토 마사키     | 요미우리    | 6           |
| 투수        | 야마베 후토시     | 야쿠르트    | 2           |
| 투수        | 다카쓰 신고       | 야쿠르트    | 2           |
| 투수        | 다바타 가즈야     | 야쿠르트    | 첫 출장     |
| 투수        | 요시이 마사토▲    | 야쿠르트    | 3           |
| 투수        | 기토 마코토       | 히로시마    | 2           |
| 투수        | 사사오카 신지     | 히로시마    | 3           |
| 투수        | B. 갈베스         | 요미우리    | 첫 출장     |
| 투수        | 사이토 다카시     | 요코하마    | 2           |
| 투수        | 사사키 가즈히로   | 요코하마    | 4           |
| 투수        | 이마나카 신지     | 주니치      | 5           |
| 투수        | 나카야마 히로아키 | 주니치      | 3           |
| 투수        | 야부 게이이치     | 한신        | 3           |
| 포수        | 후루타 아쓰야     | 야쿠르트    | 7           |
| 포수        | 니시야마 슈지     | 히로시마    | 2           |
| 포수        | 나카무라 다케시   | 주니치      | 6           |
| 1루수       | 오치아이 히로미쓰 | 요미우리    | 15          |
| 2루수       | 다쓰나미 가즈요시 | 주니치      | 5           |
| 3루수       | 에토 아키라       | 히로시마    | 3           |
| 유격수      | 노무라 겐지로     | 히로시마    | 6           |
| 내야수      | T. 오말리         | 야쿠르트    | 3           |
| 내야수      | 쓰지 하쓰히코     | 야쿠르트    | 9           |
| 내야수      | 다이호 야스아키   | 주니치      | 3           |
| 내야수      | 와다 유타카       | 한신        | 6           |
| 내야수      | 구지 데루요시     | 한신        | 3           |
| 외야수      | 마에다 도모노리   | 히로시마    | 3           |
| 외야수      | 가네모토 도모아키 | 히로시마    | 2           |
| 외야수      | 마쓰이 히데키     | 요미우리    | 3           |
| 외야수      | 사에키 다카히로   | 요코하마    | 2           |
| 외야수      | 야마사키 다케시   | 주니치      | 첫 출장     |
| 외야수      | A. 파웰           | 주니치      | 2           |

| 퍼시픽 리그 | 퍼시픽 리그       | 퍼시픽 리그 | 퍼시픽 리그 |
| ----------- | ----------------- | ----------- | ----------- |
| 감독        | 오기 아키라       | 오릭스      |             |
| 코치        | 에지리 아키라     | 지바 롯데   |             |
| 코치        | 히가시오 오사무   | 세이부      |             |
| 투수        | 니시자키 유키히로 | 닛폰햄      | 8           |
| 투수        | 노무라 다카히토   | 오릭스      | 첫 출장     |
| 투수        | 호시노 노부유키   | 오릭스      | 6           |
| 투수        | 스즈키 다이라     | 오릭스      | 첫 출장     |
| 투수        | 이라부 히데키     | 지바 롯데   | 3           |
| 투수        | 나리모토 도시히데 | 지바 롯데   | 2           |
| 투수        | E. 힐만           | 지바 롯데   | 첫 출장     |
| 투수        | 니시구치 후미야   | 세이부      | 첫 출장     |
| 투수        | 이마제키 마사루   | 닛폰햄      | 첫 출장     |
| 투수        | 시마자키 다케시   | 닛폰햄      | 첫 출장     |
| 투수        | K. 그로스         | 닛폰햄      | 첫 출장     |
| 투수        | 다케다 가즈히로   | 다이에      | 3           |
| 투수        | 다카무라 히로시   | 긴테쓰      | 첫 출장     |
| 포수        | 나카지마 사토시   | 오릭스      | 5           |
| 포수        | 이토 쓰토무       | 세이부      | 13          |
| 포수        | 요시나가 고이치로 | 다이에      | 4           |
| 1루수       | 기요하라 가즈히로 | 세이부      | 11          |
| 2루수       | 고쿠보 히로키     | 다이에      | 2           |
| 3루수       | 나카무라 노리히로 | 긴테쓰      | 2           |
| 유격수      | 하마나 지히로     | 다이에      | 3           |
| 내야수      | 호리 고이치       | 지바 롯데   | 2           |
| 내야수      | 하쓰시바 기요시   | 지바 롯데   | 3           |
| 내야수      | 다나카 유키오     | 닛폰햄      | 7           |
| 내야수      | 미즈구치 에이지   | 긴테쓰      | 첫 출장     |
| 외야수      | 이치로            | 오릭스      | 3           |
| 외야수      | 아키야마 고지     | 다이에      | 12          |
| 외야수      | 야마모토 가즈노리 | 긴테쓰      | 5           |
| 외야수      | 다구치 소         | 오릭스      | 2           |
| 외야수      | B. 브리또         | 닛폰햄      | 첫 출장     |
| 외야수      | 무라마쓰 아리히토 | 다이에      | 첫 출장     |

- 굵은 글씨는 팬 투표로 선출된 선수, ▲는 출장 사퇴 선수 발생에 의한 보충 선수.

## 올스타전 경기 결과

### 1차전

#### 스코어
| 팀 | 1 | 2 | 3 | 4 | 5 | 6 | 7 | 8 | 9 | R | H  | E |
| 센트럴 | 0 | 0 | 0 | 0 | 0 | 3 | 0 | 0 | 1 | 4 | 10 | 0 |
| 퍼시픽 | 3 | 0 | 0 | 0 | 0 | 4 | 0 | 0 | X | 7 | 10 | 0 |
| 승리 투수: 킵 그로스(닛폰햄) 패전 투수: 야부 게이이치(한신) 세이브: 다카무라 히로시(긴테쓰) 홈런: 퍼시픽 – 이치로(오릭스·1회 1점), 베르나르도 브리또(닛폰햄·1회 2점), 야마모토 가즈노리(긴테쓰·6회 3점) |   |   |   |   |   |   |   |   |   |   |    |   |

#### 출장 선수
| 센트럴 | 센트럴 | 센트럴            |
| 타순   | 수비   | 선수              |
| ------ | ------ | ----------------- |
| 1      | (우)   | 마쓰이 히데키     |
| 2      | (유)   | 노무라 겐지로     |
| 3      | (三)   | 에토 아키라       |
| 4      | (지)   | 오치아이 히로미쓰 |
| 5      | (一)   | T. 오말리         |
| 6      | (중)   | A. 파웰           |
| 7      | (좌)   | 야마사키 다케시   |
| 8      | (二)   | 쓰지 하쓰히코     |
| 9      | (포)   | 니시야마 슈지     |
|        | (투)   | 기토 마코토       |

| 퍼시픽 | 퍼시픽 | 퍼시픽            |
| 타순   | 수비   | 선수              |
| ------ | ------ | ----------------- |
| 1      | (우)   | 이치로            |
| 2      | (좌)   | 무라마쓰 아리히토 |
| 3      | (유)   | 다나카 유키오     |
| 4      | (一)   | 기요하라 가즈히로 |
| 5      | (지)   | B. 브리또         |
| 6      | (중)   | 아키야마 고지     |
| 7      | (三)   | 하쓰시바 기요시   |
| 8      | (二)   | 고쿠보 히로키     |
| 9      | (포)   | 이토 쓰토무       |
|        | (투)   | E. 힐만           |

#### 수상 선수
MVP
- 야마모토 가즈노리(긴테쓰)

### 2차전

#### 스코어
| 팀                                                                    | 1 | 2 | 3 | 4 | 5 | 6 | 7 | 8 | 9 | R | H | E |
| 센트럴                                                                | 0 | 0 | 0 | 0 | 3 | 0 | 0 | 0 | 0 | 3 | 6 | 1 |
| 퍼시픽                                                                | 0 | 0 | 0 | 0 | 2 | 4 | 1 | 0 | X | 7 | 7 | 0 |
| 승리 투수: 시마자키 다케시(닛폰햄) 패전 투수: 발비노 갈베스(요미우리) |   |   |   |   |   |   |   |   |   |   |   |   |

#### 출장 선수
| 센트럴 | 센트럴 | 센트럴            |
| 타순   | 수비   | 선수              |
| ------ | ------ | ----------------- |
| 1      | (중)   | 마에다 도모노리   |
| 2      | (二)   | 다쓰나미 가즈요시 |
| 3      | (三)   | T. 오말리         |
| 4      | (一)   | 오치아이 히로미쓰 |
| 5      | (지)   | 다이호 야스아키   |
| 6      | (우)   | 마쓰이 히데키     |
| 7      | (포)   | 후루타 아쓰야     |
| 8      | (좌)   | 사에키 다카히로   |
| 9      | (유)   | 구지 데루요시     |
|        | (투)   | 사이토 마사키     |

| 퍼시픽 | 퍼시픽 | 퍼시픽            |
| 타순   | 수비   | 선수              |
| ------ | ------ | ----------------- |
| 1      | (우)   | 이치로            |
| 2      | (二)   | 호리 고이치       |
| 3      | (유)   | 다나카 유키오     |
| 4      | (一)   | 기요하라 가즈히로 |
| 5      | (지)   | B. 브리또         |
| 6      | (중)   | 아키야마 고지     |
| 7      | (三)   | 나카무라 노리히로 |
| 8      | (포)   | 요시나가 고이치로 |
| 9      | (좌)   | 다구치 소         |
|        | (투)   | 이라부 히데키     |

#### 수상 선수
MVP
- 기요하라 가즈히로(세이부)

### 3차전

#### 스코어
| 팀 | 1 | 2 | 3 | 4 | 5 | 6 | 7 | 8 | 9 | R | H | E |
| 퍼시픽 | 1 | 0 | 1 | 0 | 0 | 0 | 0 | 0 | 0 | 2 | 7 | 0 |
| 센트럴 | 0 | 3 | 0 | 0 | 0 | 0 | 1 | 0 | X | 4 | 6 | 0 |
| 승리 투수: 사이토 다카시(요코하마) 패전 투수: 이마제키 마사루(닛폰햄) 세이브: 사사오카 신지(히로시마) 홈런: 센트럴 – 가네모토 도모아키(히로시마·2회 3점) |   |   |   |   |   |   |   |   |   |   |   |   |

#### 출장 선수
| 퍼시픽 | 퍼시픽 | 퍼시픽            |
| 타순   | 수비   | 선수              |
| ------ | ------ | ----------------- |
| 1      | (우)   | 이치로            |
| 2      | (좌)   | 무라마쓰 아리히토 |
| 3      | (중)   | 아키야마 고지     |
| 4      | (一)   | 기요하라 가즈히로 |
| 5      | (三)   | 하쓰시바 기요시   |
| 6      | (二)   | 호리 고이치       |
| 7      | (지)   | 다나카 유키오     |
| 8      | (포)   | 나카지마 사토시   |
| 9      | (유)   | 하마나 지히로     |
|        | (투)   | 이마제키 마사루   |

| 센트럴 | 센트럴 | 센트럴            |
| 타순   | 수비   | 선수              |
| ------ | ------ | ----------------- |
| 1      | (중)   | 마에다 도모노리   |
| 2      | (유)   | 노무라 겐지로     |
| 3      | (三)   | 에토 아키라       |
| 4      | (一)   | T. 오말리         |
| 5      | (지)   | A. 파웰           |
| 6      | (우)   | 마쓰이 히데키     |
| 7      | (좌)   | 가네모토 도모아키 |
| 8      | (二)   | 와다 유타카       |
| 9      | (포)   | 나카무라 다케시   |
|        | (투)   | 사이토 다카시     |

#### 수상 선수
MVP
- 가네모토 도모아키(히로시마)

## 같이 보기
- 일본 프로 야구 올스타전
- 일본 야구 기구(주최)
- 산요 전기(특별 협찬)